# Медаль «За храбрость перед врагом»
Медаль «За храбрость перед врагом» — государственная награда Чехословакии.

## История
Чехословацкая медаль «За храбрость против врагов» была учреждена правительством Чехословацкой Республики в изгнании от 20 декабря 1940 года, находящегося в Лондоне.
В годы второй мировой войны медалью награждались чехословацкие граждане и формирования (например 1-я отдельная чехословацкая танковая бригада), проявившие храбрость в боях с врагами Родины как на её территории, так и за границей.
После войны учреждение медали было подтверждено в 1946 году Указом народного правительства № 42/1946.
В январе 1949 года вышло постановление правительства № 30/1949 о том, что эта медаль может быть присуждена иностранным гражданам, военным и приравненным к ним лиц за отличие в боях по освобождению Чехословакии.
При повторном награждении медалью на ленту крепилась бронзовая бляшка в виде липовой веточки.
Медаль носилась на левой стороне груди.
После смерти награждённого оставалась на хранении в его семье.
При совершении преступления награждение могло быть отменено.

## Описание
Медаль диаметром 33 мм изготавливалась из бронзы.
На аверсе медали изображение головы льва, с правой стороны от которой (геральдически) изображение трёх холмов и двойного креста на них (символ Словакии). Поверх головы лежит меч остриём вверх. Над головой льва и поверх меча лента с надписью: «ZA CHRABROST». Композиция снизу и боков окаймлена венком из липовых листьев в один ряд.
На реверсе медали в центре государственный девиз в две строки: «PRAVDA VÍTĚZÍ», ниже которого год: «1939». Композиция снизу и боков окаймлена венком из липовых листьев в один ряд.
Медаль при помощи фигурного звена в виде венка из липовых листьев подвешена к муаровой ленте синего цвета с тремя белыми и двумя красными полосками посередине, красной и белой полосками по краям. Ширина ленты — 40 мм. Для повседневного ношения имеется планка, обтянутая лентой медали.
- — медальная планка.
- — медальная планка награждённых дважды.
- — медальная планка награждённых трижды.
- — медальная планка награждённых четырежды.

## Шаблоны
- Шаблон:Медаль За храбрость перед врагом
- Шаблон:Медаль За храбрость перед врагом (дважды)
- Шаблон:Медаль За храбрость перед врагом (трижды)
- Шаблон:Медаль За храбрость перед врагом (четырежды)